# Tarcza regibacka

Położenie tarczy regibackiej (ang. Reguibat Shield) na kratonie zachodnioafrykańskim (ang. West African Craton)

Tarcza regibacka – tarcza platformy afrykańskiej, stanowiąca część kratonu zachodnioafrykańskiego, położona między syneklizą Taudeni na południu a syneklizą Tinduf na północy. Ma wydłużony kształt i oś o przebiegu zbliżonym do równoleżnikowego, tj. wschód–zachód.
Tarczę charakteryzuje zróżnicowana budowa geologiczna. Jej część zachodnią i środkową tworzą głównie skały formacji Amsago z archaiku, sfałdowane i poprzecinane intruzjami skał wylewnych, m.in. granitoidów i ultrabazytów, pochodzącymi z różnych okresów geologicznych. Wśród skał formacji Amsago są: granulity, czarnokity, anortozyty, piroksenity, amfibolity, gnejsy, łupki łyszczykowe, marmury i kwarcyty żelaziste. Jest to najstarsza część tarczy.
Obszar wschodni tarczy budują przede wszystkim skały proterozoiczne – wulkaniczne i wulkaniczno-detrytowe o niewielkim stopniu przeobrażenia z paleoproterozoiku i mezoproterozoiku, m.in. kwarcyty, zlepieńce, ryolity, andezyty, oraz utwory późnego neoproterozoiku, tworzące pokrywę osadową platformy afrykańskiej, m.in. łupki ilaste z jaspisami, piaskowce i wapienie stromatolitowe.